# Juno (mitología)

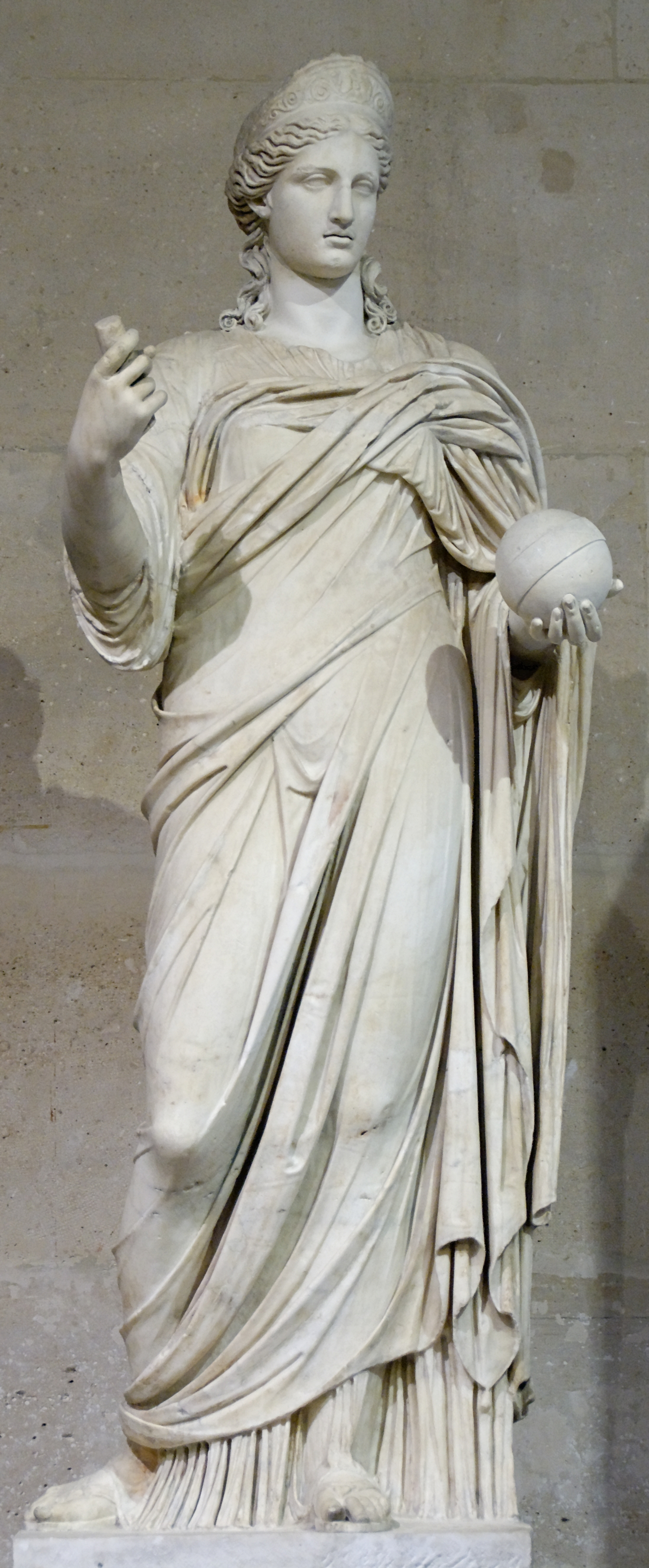
Estatua de Juno en el Museo del Louvre

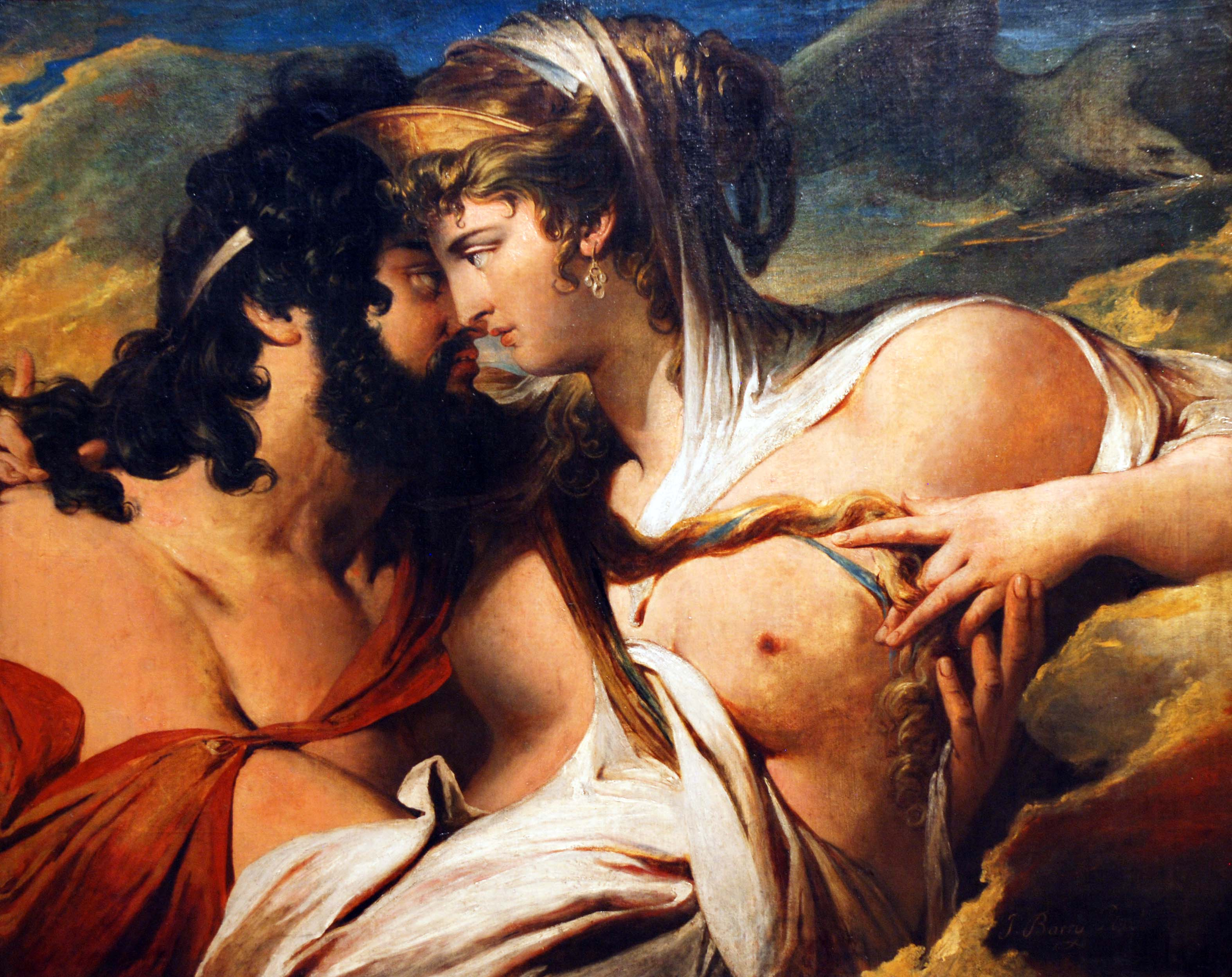
Júpiter y Juno de James Barry (1773)

En la mitología romana, Juno (en latín: Iῡno, -ōnis) era una diosa que presidía el matrimonio y los nacimientos, equivalente a la Hera griega, y como tal era la reina de los dioses. Es llamada Saturnia por ser ‘hija de Saturno’; otro epíteto común era Lucina, como diosa protectora de los alumbramientos. Era hermana y esposa de Júpiter, con el que tuvo a Marte, Juventas, Libertas y Vulcano. Juno fue una deidad mayor de la religión romana y formó parte, junto a Júpiter y Minerva, de la Tríada Capitolina, un importante culto romano. También es una de los dioses Consentes y uno de los dioses elegidos (di selecti) de Varrón.
Si Júpiter es el dios del cielo entonces Juno lo es del aire inferior. O bien, como dioses celestes, Juno es el aire y Júpiter el fuego (del cielo). Juno le dio a Eolo el cetro de las nubes y los huracanes. Se llama Curetis porque usa un carro y lanza. Están a su servicio Argos, el pavo real, e Iris, el arcoíris, mensajera que compartía con su esposo. Foroneo fue el primero que dedicó un templo a Juno. Aparece prominentemente en la Eneida, en donde es enemiga declarada de Eneas. Saturno, después de perder la posesión del cielo anduvo vagando errante por la tierra en compañía de Juno. Para que su hija no se fatigara por el viaje la dejó en compañía de unas ninfas africanas para que estas criaran a su hija. Debido a esto Juno fue siempre aliada de Cartago y la mantuvo fuerte.

## Etimología y origen
Hay una probable etimología para Juno en la raíz protoindoeuropa *yeu-, ‘fuerza vital’. Aunque tal derivación podría ser consistente con un origen como Diosa Madre, es más probable que esta raíz se usara en el mismo sentido que otras palabras latinas derivadas de ella, como iuvenis (‘hombre joven’, con derivados tales como «juvenil» o «rejuvenecer»), lo que implicaría que la natural de la mitología grecorromana era más cercana a la Diana como diosa doncella de los nacimientos o la partería. Sin embargo, la absorción romana del mito griego reemplazó características primitivas de Juno con otras de Hera, extendiendo su dominio del nacimiento al matrimonio y promocionándola al papel de esposa de Júpiter y reina de los dioses. También podía arrojar rayos como él.
También existe la posibilidad, por inmediatez geográfica, de una influencia etrusca. La equivalente etrusca de Juno era Uni. Es probable que una de estas diosas se inspirase en la otra, pero no está claro en qué dirección. Aunque actualmente hay más apoyo a la teoría de que Uni derivó de Juno, si fuera al revés, el nombre de Juno no podría tener un vínculo protoindoeuropeo con *yeu- y su raíz semántica permanecería ambigua. Hay algún apoyo a la teoría de que Uni fuese la original: Livio afirma que Juno era una diosa etrusca de Veyes que fue ceremonialmente adoptada por el panteón romano cuando la ciudad fue saqueada en el 396 a. C.
Varrón nos da la siguiente etimología: «Dado que Juno es la esposa de Júpiter y éste es el Cielo, aquella es la Tierra (Terra), que es la misma que Telus (Tellus), y ella recibió la denominación de Juno porque ayuda (iuvat) juntamente con Júpiter, y la de Regina «Reina» porque de esta es todo lo terrestre».

## Mitología
En las Fábulas de Higino se nos dice que Juno es hija de Saturno y Ops. Con Júpiter fue madre de Marte, Juventas y Libertas. Vulcano nació de Júpiter o bien es hijo de Juno sin padre. Vulcano había fabricado unos tronos de oro y acero para Júpiter y los demás dioses; cuando Juno se sentó, quedó de repente suspendida en el aire. Se mandó recado a Vulcano para que liberase a su madre, a la que había amarrado, pero, airado por haber sido precipitado desde el cielo, dijo que él no tenía ninguna madre.
Después de que Ops hubo engendrado por obra de Saturno a Júpiter, Juno le preguntó si se lo entregaba, puesto que Saturno había arrojado a Plutón al Tártaro, y a Neptuno al mar. Juno se llevó al infante Júpiter a Creta para que Amaltea lo cuidara. O bien Juno engendró, de nuevo sin consorte, a Marte tras tocar cierta flor y a Juventas tras comer una lechuga. Otros dicen que después de que Juno vio que Épafo tenía un poder tan grande, se ocupó de que muriese en una cacería, y exhortó a los titanes para que destronaran a Júpiter y delvolvieran el poder a Saturno.
Foroneo fue el primero en ofrecer sacrificios a Juno y en construirle un templo. También fue el primero que fabricó armas para Juno y por esta causa fue el primero que obtuvo la facultad de reinar en Argos. Dánao le había consagrado a Juno un escudo conocido como el Escudo de Argos, emblema de la casa real argiva desde Linceo, yerno de Dánao. Cídipe era sacerdotisa de Juno y esta bendijo a sus dos hijos con una muerte piadosa.
Se dice que Calisto había sido convertida en una osa por la cólera de Juno, porque había yacido con Júpiter. Más tarde Júpiter la colocó entre las estrellas como la constelación llamada Septentrión (Osa Mayor), la cual permanece inmóvil sin moverse en el firmamento. Esto se debe a que Tetis, esposa de Océano y nodriza de Juno, prohibió a la constelación bañarse en las aguas del Océano.
Sémele se había acostado con Júpiter y por ello Juno se enemistó con todo su linaje. Ino era hermana de Sémele y esposa de Atamante. Juno enloqueció a Atamante, que mató a su hijo Learco. Cuando Sémele quedó encinta Juno, tornándose en apariencia como la nodriza de Sémele, le dijo: «Hija, pide a Júpiter que se venga a ti tal y como hace con Juno, así conocerás el placer de dormir con un dios». Convencida por ella, Sémele hizo su petición a Júpiter, y así fue castigada por un rayo.
Juno fue la diosa protectora de la expedición de los argonautas. Se dice que Juno se había transformó en una anciana y, como estaba junto al río Eveno poniendo en prueba los sentimientos de los hombres, para que la llevaran a la otra orilla del río Eveno, pero nadie quería hacerlo, Jasón la llevó a la otra orilla: ella, enfurecida con Pelias, porque no el había hecho un sacrificio, logró que Jasón perdiera una sandalia en el fango. Por haber sido amable con ella Juno siempre estuvo dispuesta a proteger a Jasón. Envió a Jasón y los argonautas a la isla de Día e indujo en sueños a Medea a enamorarse de Jasón.
Cuando Hércules era un infante estranguló con sus dos manos a dos serpientes que Juno había enviado. También maldijo con la locura a Hércules, que mató a Mégara y a sus dos hijos. Cuando Filoctetes estaba en la isla de Lemnos una serpiente le mordió en el pie que Juno había enviado, porque Filoctetes solo había osado construir una pira fúnebre para Hércules.
Cuando Júpiter quiso yacer con Egina, temió a Juno, y entonces tomó a la joven hasta la isla distante de Delos y Éaco fue su hijo. Cuando Juno lo hubo descubierto, envió una serpiente hacia las aguas que había envenenado, y si alguno bebía de ella, moría. Debido a que Latona había yacido con Júpiter, Juno ordenó a Ticio, una criatura de inmenso tamaño, para que se ofreciese a forzarla. Juno decretó que Latona debería dar a luz en un lugar en donde el sol no brillase. Neptuno, para no faltar al decreto de su hermana, la llevó a la isla de Ortigia.
Ixión intentó yacer con Juno. Ésta, por órdenes de Júpiter, fue substuida por una nube; Ixión y la nube engendraron a los centauros. Una vez sucedió una disputa matrimonial entre Júpiter y Juno por ver quién obtenía más placer en el acto sexual, si el hombre o la mujer. Tomaron a Tiresias como juez, pues había sido tanto hombre como mujer. Cuando se decidió a favor de Júpiter, Juno, encolerizada, lo cegó con el dorso de la mano. Júpiter, que amaba a Io, la poseyó y la convirtió en vaca, para que Juno no la reconociese. Cuando Juno lo descubrió, lo envió como guardián a Argos Panoptes, a quien le brillaban los ojos por todo el cuerpo. Por orden de Júpiter, Mercurio lo mató. Entonces Juno le inspiró terror a Io y atormentada por el miedo, la forzó a precipitarse al mar, que se llamó Jonio.
Cuando Venus, Minerva y Juno compitieron por el título de la más hermosa, Paris estuvo indeciso. Juno le prometió, si él la escogía como ganadora, que gobernaría sobre todas las tierras y sería célebre por sus riquezas. Paris escogió a Venus y es por ello que Juno fue hostil a los troyanos. Juno y Venus se burlaron de Minerva porque esta hinchaba los carrillos al soplar por una flauta.

## Roles y epítetos

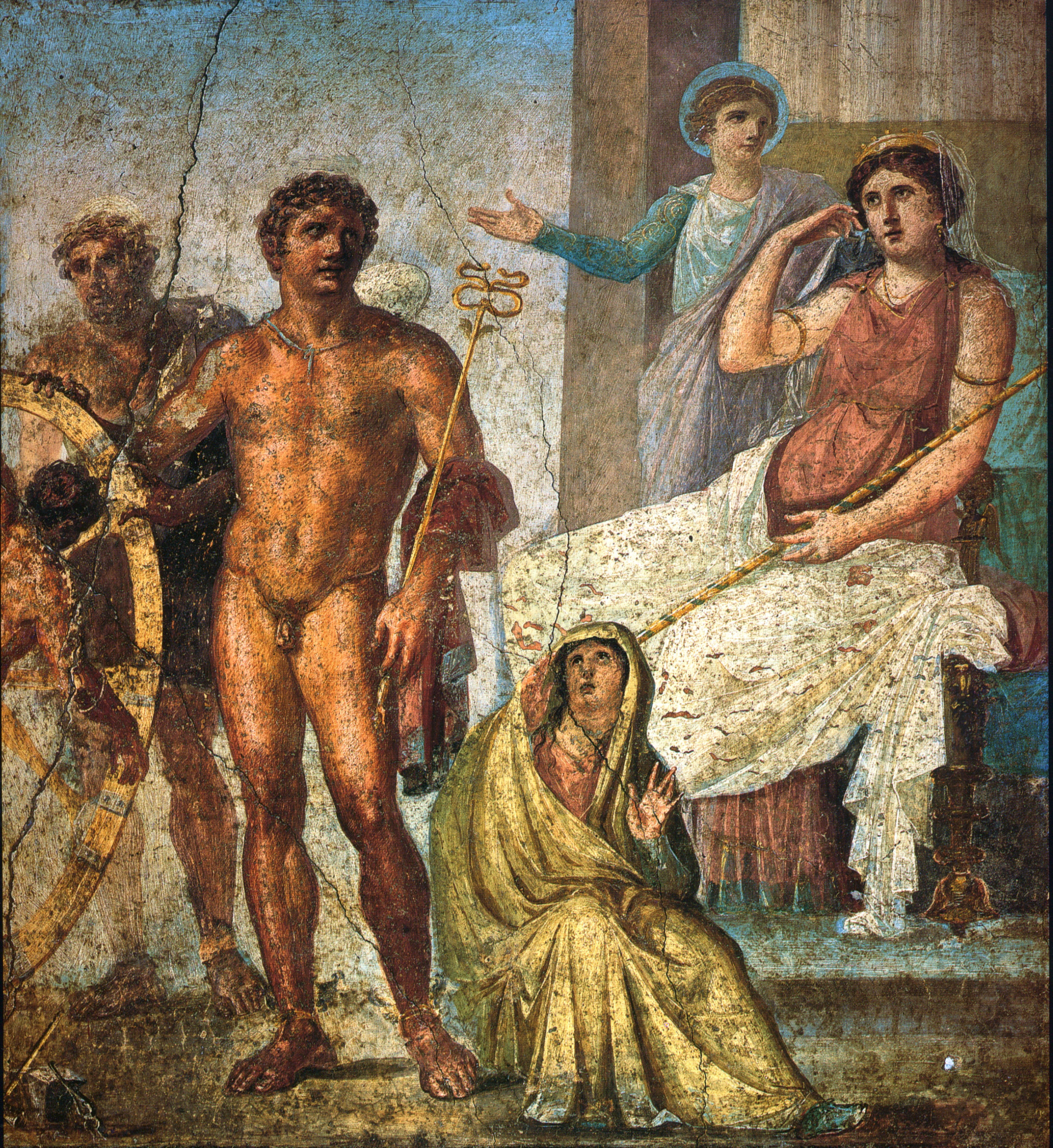
Castigo de Ixion: en el centro está Mercurio sosteniendo el caduceo y a la derecha Juno se sienta en su trono. Detrás de ella, Iris se para y gesticula. A la izquierda está Vulcano (figura rubia) parado detrás del volante, manejándolo, con Ixion ya atado a él. Nefele se sienta a los pies de Mercurio; un fresco romano del muro este del triclinio en la Casa de los Vettii, Pompeya, Cuarto Estilo (60-).

La teología de Juno es uno de los temas más complejos y discutidos de la religión romana. Incluso más que otras deidades romanas importantes, Juno tenía una gran cantidad de epítetos, nombres y títulos significativos y diversos que representaban varios aspectos y roles de la diosa. De acuerdo con su papel central como diosa del matrimonio, estos incluían a Pronuba y Cinxia ("la que suelta el cinturón de la novia"). Sin embargo, otros epítetos de Juno tienen implicaciones más amplias y están menos vinculados temáticamente.
Si bien ahora se reconoce generalmente su conexión con la idea de fuerza vital, plenitud de energía vital, eterna juventud, la multiplicidad y complejidad de su personalidad ha dado lugar a diversas interpretaciones, a veces irreconciliables, entre los estudiosos modernos.
Juno es ciertamente la protectora divina de la comunidad, que muestra tanto un carácter soberano como de fertilidad, a menudo asociado con uno militar. Estuvo presente en muchas ciudades de la antigua Italia: en Lanuvium como Sespeis Mater Regina, Laurentum, Tibur, Falerii, Veii como Regina, en Tibur y Falerii como Regina y Curitis, Tusculum y Norba como Lucina. También está atestiguada en Praeneste, Aricia, Ardea, Gabii. En cinco pueblos latinos, un mes lleva el nombre de Juno (Aricia, Lanuvium, Laurentum, Praeneste, Tibur). Fuera del Lacio en Campania en Teanum era Populona (la que aumenta el número de personas o, en la comprensión de K. Latte de los iuvenes, el ejército), en Umbria en Pisaurum Lucina, en Terventum en Samnium Regina, en Pisarum Regina Matrona, en Aesernia en Samnio Regina Populona. En Roma fue desde la antigüedad llamada Lucina, Mater y Regina. Se debate si también se la conocía como Curitis antes de la evocatio de la Juno de Falerii: esto parece probable. También fue asimilada a la diosa púnica Tanit, lo que explica las tempranas referencias a su culto en el sur de Hispania.
Otros epítetos suyos que se usaban en Roma son Moneta y Caprotina, Tutula, Fluonia o Fluviona, Februalis, estos últimos asociados a los ritos de purificación y fertilidad de febrero.
Sus diversos epítetos muestran así un complejo de funciones interrelacionadas entre sí que, en opinión de Georges Dumézil y Vsevolod Basanoff (autor de Les dieux Romains ), se remonta a la ideología trifuncional indoeuropea: como Regina y Moneta, es una deidad soberana, como Sespeis, Curitis (portadora de la lanza) y Moneta (nuevamente) es una protectora armada, como Mater y Curitis (nuevamente) es una diosa de la fertilidad y la riqueza de la comunidad en su asociación con las curiae.
El epíteto Lucina es particularmente revelador ya que refleja dos aspectos interrelacionados de la función de Juno: la renovación cíclica del tiempo en el menguante y creciente de la luna y la protección del parto y el nacimiento (como ella que saca a la luz al recién nacido como vigor, fuerza vital). Los antiguos la llamaban Covella en su función de ayudante en las labores de la luna nueva. Los estudiosos ya no aceptan la opinión de que ella también era una diosa de la Luna, ya que ese papel pertenece a Diana Lucifera.: a través de su asociación con la luna gobernaba las funciones fisiológicas femeninas, el ciclo menstrual y el embarazo: por regla general, todas las deidades lunares son deidades del parto. Estos aspectos de Juno marcan los lados celestial y mundano de su función. Ella está así asociada a todos los comienzos y las suyas son las kalendae de cada mes: en Laurentum se la conocía como Kalendaris Iuno (Juno de las Calendas ). En Roma, en las calendas de cada mes, el pontífice menor la invocaba, bajo el epíteto de Covella, cuando desde la curia Calabra anunciaba la fecha de la nonae. El mismo día elregina sacrorum sacrificó a Juno una cerda blanca o cordero en la Regia. Ella está estrechamente asociada con Janus, el dios de los pasajes y los comienzos, quien después de ella a menudo se llama Iunonius.
Algunos eruditos ven esta concentración de múltiples funciones como un rasgo típico y estructural de la diosa, inherente a su ser una expresión de la naturaleza de la feminidad. Otros, sin embargo, prefieren descartar sus aspectos de feminidad y fertilidad y enfatizan solo su cualidad de ser el espíritu de la juventud, la vivacidad y la fuerza, independientemente de las conexiones sexuales, que luego cambiarían según las circunstancias: así en los hombres ella encarna a los iuvenes, palabra frecuentemente utilizada para designar a los soldados, resultando así una deidad tutelar de la soberanía de los pueblos; en mujeres capaces de tener hijos, desde la pubertad en adelante ella supervisa el parto y el matrimonio. Por lo tanto ella sería una poliadadiosa relacionada con la política, el poder y la guerra. Otros piensan que sus cualidades militares y poliádicas surgen de ser una diosa de la fertilidad que a través de su función de aumentar el número de la comunidad también se asoció a funciones políticas y militares.
Incluso más que otras deidades romanas mayores, Juno ostentó un gran número de epítetos significativos y variados, nombre y títulos que representaban diversos aspectos y papeles de la diosa.
Juno se dice que libera a las mujeres del trabajo de copular, lo que también se llama su guerra. De acuerdo con su papel central como diosa del matrimonio, recibía los siguientes títulos:
- Cinxia — la ‘diosa del ceñimiento’, de cingendo, «ceñir», porque desata el ceñidor de la castidad.[60]
- Domiduca o Domoduca — porque conduce a las novias a las casas (domos) de sus maridos.[60]
- Interduca o Introduca — porque ‘conduce’ a las novias hacia el matrimonio.[60]
- Socicena — ‘La que une’, porque une lo masculino y lo femenino.[60]
- Unxia —  ‘diosa del yugo’, de unguendo, ‘unción’, porque las novias solían ser ungidas con varios ungüentos, o porque solían ungir las jambas de sus casas al entrar en ellas.[60]

Si bien muchos otros de sus epítetos tienen mucha menos relación temática:
- Februalis o Februa — porque purga a los niños después del parto, cuando salen la placenta, porque februo en griego es purgo en latín.[60]
- Fluonia — por el fluir (fluoribus) de las semillas, porque libera a las mujeres en el parto.[60]
- Caelestis (‘la celeste‘), con origen en el África romana, que asimiló a la diosa púnica Tanit.
- Curitis —  ‘real’, ‘valiente’ o ‘poderosa’ o, según Servio, de carro (curru), ya que los que hacen la guerra usan carros, sobre los que ella preside.[60]
- Lucina (‘la que trae niños a la luz’) y Lucetia (‘la que trae luz’) — porque conduce a la luz (lucem) a los que nacen, y por eso se la llama llamada la diosa de las puertas porque ofrece a los que nacen una puerta hacia la luz.[60]
- Moneta, como protectora de las riquezas del Imperio romano. La etimología de este epíteto es controvertida, pudiendo derivar de mons, ‘monte’, por estar uno de sus templos en la colina Capitolina o de monere, ‘avisar’, por el aviso que dio a los romanos para evitar el ataque de los galos.
- Ossipagina (‘la que moldea los huesos’ o ‘la que fortalece los huesos’).
- Pomona (‘de la fruta’).
- Populonia — porque multiplica los pueblos (populos).[60]
- Pronuba (‘matrona de honor’).
- Regina (‘la reina’), aspecto por el que fue nombrada en el Templo de Júpiter Óptimo Máximo como parte de la Tríada Capitolina, enfatizando que el papel de la diosa como esposa de Júpiter y reina de los dioses era el más importante en ese contexto. También había templos a Juno Regina en el monte Aventino, en el Circo Flaminio y en la zona que se convertiría en el Porticus Octaviae.
- Saticena —  ‘Diosa de la siembra’, de satione.[60]

Sin embargo, algunos de estos títulos pueden haber sido inventados como descripciones poéticas y puede que realmente no hayan sido usados en el culto a Juno.

## Culto

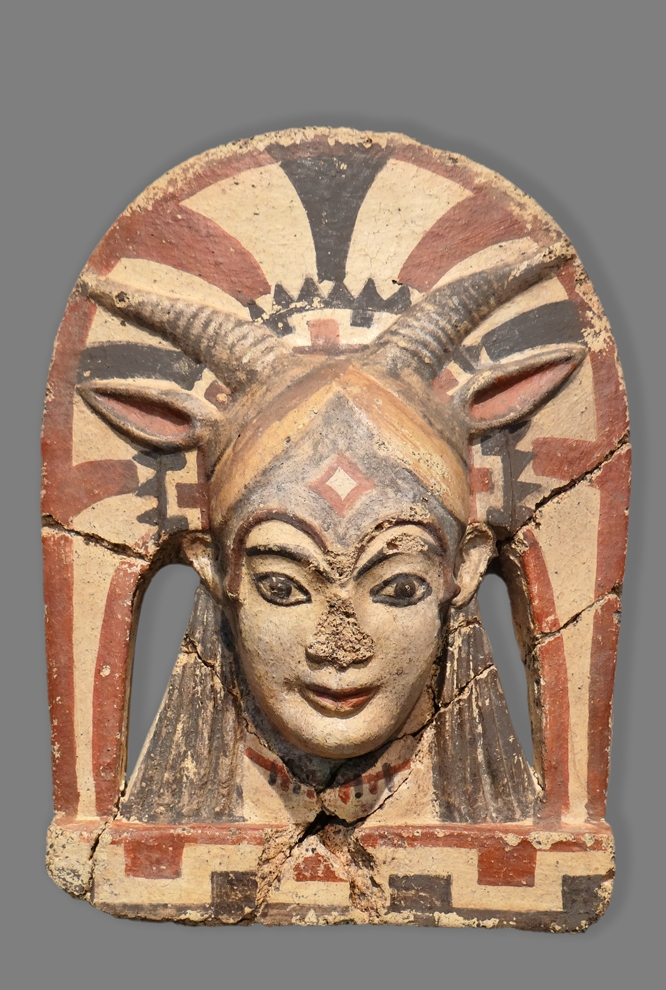
Antefija etrusca de Juno Sospita, Altes Museum, Berlín.

El 1 de marzo de cada año, las mujeres celebraban unas fiestas en honor de Juno llamadas Matronalia. Otras fiestas en su honor, las Nonas Caprotinas, se celebraban el 7 de julio. Muchos consideraban el mes de junio, que toma su nombre de Juno, patrona del matrimonio, el más favorable para casarse. Los Calendas de cada mes también estaban consagrados a esta diosa, que tenía fiestas el 1 de julio y el 13 de septiembre.
Juno tenía en ocasiones un carácter guerrero que se hacía aparente en sus ropas. A menudo aparecía armada y llevando una capa de piel de cabra, que era la prenda preferida por los soldados romanos en campaña. Este aspecto guerrero fue asimilado de la diosa griega Atenea, cuya piel de cabra recibía el nombre de égida.